# Platform 5
Platform 5 Publishing Limited是总部位于英国谢菲尔德的一间主打铁路主题杂志和图书的出版公司。1977年由彼得·福克斯（Peter Fox）和尼尔·韦伯斯特（Neil Webster）共同创办。初期出版主要面向英国铁道迷销售的图书，后进军欧洲市场并增加杂志出版业务。 1994年开始出版Today's Railways杂志（现Today's Railways Europe），2002年开始出版Entrain杂志（现Today's Railways UK）。COVID-19疫情流行期间曾一度暂停报刊出版，后恢复。